# Oriëntatietafel

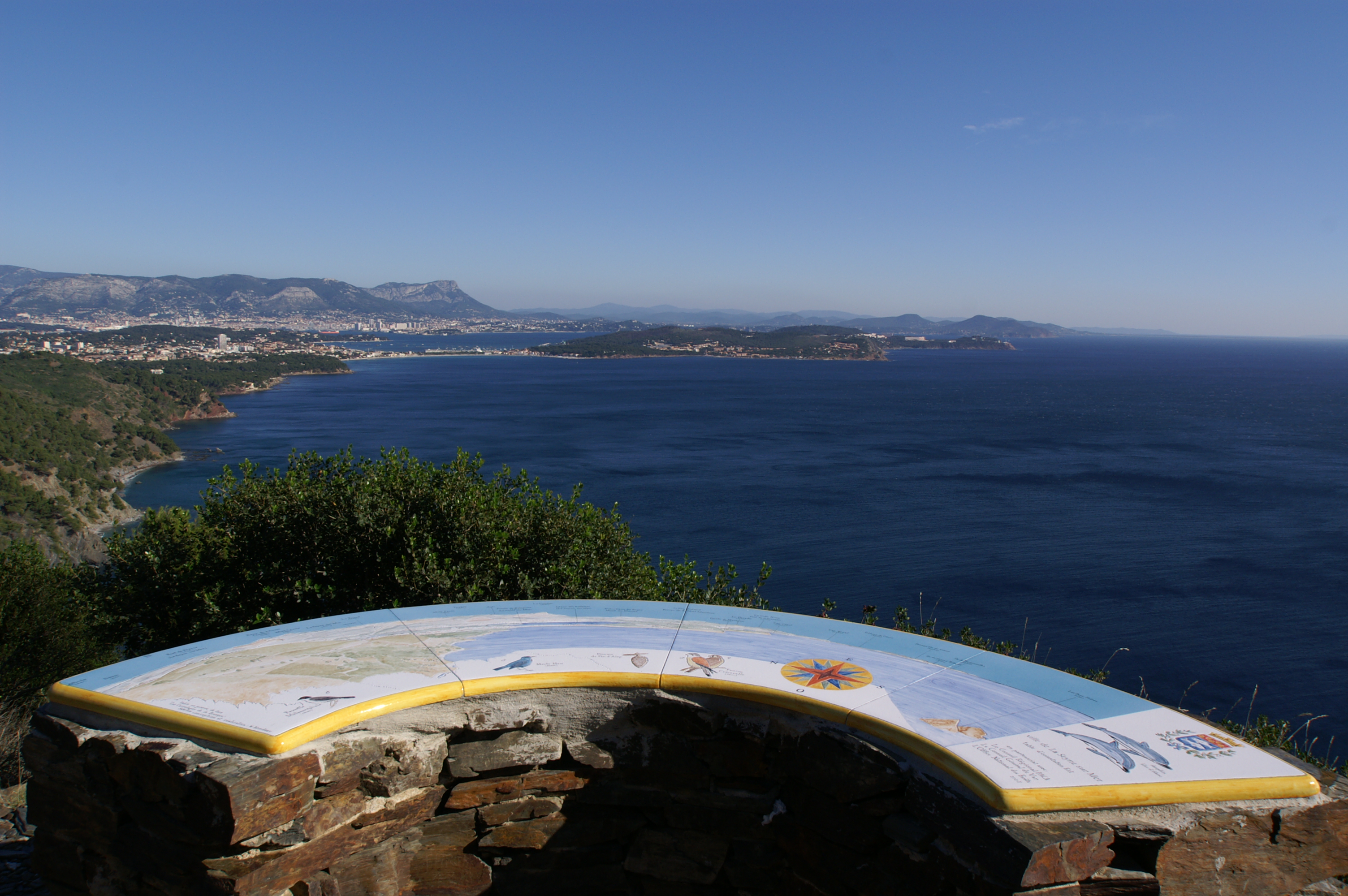
Een oriëntatietafel die uitzicht geeft op de Middellandse Zeekust

Een oriëntatietafel is een plateau dat zich gewoonlijk bevindt op een uitzichtpunt, dat vaak - maar niet altijd - gelegen is op een berg- of heuveltop.
Op een dergelijke tafel, die meestal een (half-)cirkelvorm heeft, worden de richtingen en eventueel de afstanden aangegeven van de diverse plaatsen en andere geografische objecten, zoals bergtoppen, meren, gletsjers en dergelijke. Ook vindt men op een dergelijke tafel soms een afbeelding van het reliëf aan de horizon.
Oriëntatietafels worden vaak in natuursteen uitgevoerd, met de afbeelding op een geëmailleerde ondergrond.
Sommige oriëntatietafels zijn al meer dan een eeuw oud, en dateren uit de beginjaren van het toerisme.